# 烟酸甲酯
烟酸甲酯是一种有机化合物，化学式为C7H7NO2。它可由烟酸和甲醇在硫酸催化下回流反应制得。
它在三乙胺存在下、钯催化下氢化，可以得到1,4,5,6-四氢烟酸甲酯。